# Pseudaoria yunnana
Pseudaoria yunnana es una especie de insecto coleóptero de la familia Chrysomelidae. Fue descrita en 1992 por Tang.